# Nyírlugos SE
A Nyírlugos Sportegyesület (rövidítve Nyírlugos SE) a Szabolcs-Szatmár-Bereg vármegyei Nyírlugos település sportegyesülete. Működéséről 1950-től ismertek adatok. Korábbi elnevezései Nyírlugosi DISz (1950-es évek eleje), Nyírlugosi MEDOSZ SE (1990-es évek közepe), illetve egyszerűen Nyírlugos (néha hosszú ú-val, Nyírlúgosként említve) voltak. Legismertebb játékosa a későbbi magyar válogatott labdarúgó, Dzsudzsák Balázs volt, aki itt kezdte futballkarrierjét.

## Története
A sportegyesület futball szakosztályának működésére 1950-ből vannak már adatok, ekkor Nyírlugosi DISz néven versenyzett a csapat az Északkelet-Magyarországi LASz II. osztályában, a Nyírbátori csoportban. A bajnoki évad eredményéről nincs adat.
1951-ben és 1952-ben a Szabolcs-Szatmár megyei Nyírbátori járás csoportjában játszó 13 csapat egyike volt, eredményükről ugyancsak nincs adat.
Az 1990/1991-es idénytől négy évadon át a csapat a többnyire 16 együttest tömörítő Hajdú-Bihar megyei I. osztályban játszott. Legjobb eredményüket az első évadban érték el, amikor 30 szerzett ponttal nyolcadikok lettek; az 1991/1992-es idényben megszerzett 27 pont a 11. helyre, a következő évadban megszerzett eggyel kevesebb pont pedig a 12. helyre volt csak elegendő. Az 1993/1994-as évadban ugyan 33 pontot szereztek, de ekkor a mezőny már 18 csapatból állt, így ezzel az eredménnyel a 12. helyet érték el.
Az 1994/1995-ös évadot az együttes a Szabolcs-Szatmár-Bereg megyei I. osztályban játszotta, ám a 18 tagú mezőnyben az ekkor Nyírlúgosi MEDOSZ SE néven játszó csapat 28 ponttal a kieső 17. helyen végzett, így egy évadra visszacsúszott a szabolcsi másodosztályba, ahol az Erimpex csoportban kapott helyet. Ebben az évben 47 pontot szerezve a 3. helyre jutottak, ami után három évre ismét felkerültek a megyei első osztályba.
Az 1997/1998-as és az 1998/1999-es évadban egyaránt hetedikek lettek a 16 tagú mezőnyben, 43 és 45 ponttal, a következő évad azonban ismét kiesést hozott a Nyírlugosnak: az 1999/2000-es idényben elért 20 pontos eredmény csak a 14. helyhez volt elegendő. A következő évad ezért ismét a megyei másodosztályban, ezúttal a Kutykó Sport csoportban zajlott; szerény vigasz lehetett az alsóbb osztályú szereplésért az ott elért aranyérmes helyezés (78 ponttal).
A 2001/2002 és 2004/2005 közti négy évadot ismét a megyei első ligában töltötte az együttes, és ezúttal is az első évben voltak a legeredményesebbek (51 pont, 3. hely), a következő három évadban a tabella alsó harmadában végeztek. A 2005/2006-os évad óta a csapat a megyei másodosztályban játszik, az első évben a Kutykó Sport-csoportban, majd hét évadon át a Díjözön, a 2013/2014-es évadban pedig a Nyírerdő csoportban. Legjobb eredményük ezen időszakban egy harmadik hely volt (2010/2011-es évad), a 2013/2014-es idényben pedig csoportjuk utolsó helyén finiseltek.
A 2014/2015-ös idényben az együttes a Szabolcs-Szatmár-Bereg megyei III. osztály, Arany Fácán Nyírség csoportban játszott.
Itt kezdte karrierjét Dzsudzsák Balázs, a magyar válogatott balszélsője.